# Ab Fafié
Ab Fafié (né le 4 mars 1941 à Rotterdam et mort le 28 novembre 2012 en Hollande-Méridionale) est un footballeur néerlandais reconverti en entraîneur.